# Tramwaje w Bagdadzie
Tramwaje w Bagdadzie − zlikwidowany system komunikacji tramwajowej w stolicy Iraku, Bagdadzie.

## Historia
W 1871 otwarto linię tramwaju konnego łączącą Bagdad z meczetem w Kamazene. Trasa ta miała długość 4 km. Zlikwidowano ją po II wojnie światowej w latach 40. XX w.
System tramwajowy w Bagdadzie był, obok linii z Al-Kufa do Nejif, jednym z dwóch systemów tramwajowych działających w Iraku.